# José Luis Bustamante y Rivero
José Luis Pablo Bustamante y Rivero (Arequipa, 15 de enero de 1894-Lima, 11 de enero de 1989) fue un abogado, jurista, político, diplomático y escritor peruano que fue presidente de la República del Perú de 1945 a 1948 y juez de la Corte Internacional de Justicia entre 1961 y 1970.
Hombre de formación jurídica y reconocida probidad, llegó al poder representando una alianza de partidos, el Frente Democrático Nacional (FDN), de la que formaba parte el partido aprista. Gobernó al Perú con un apego a las leyes inusual en la historia peruana. 
Su gobierno fue de amplias libertades públicas, pero sufrió la oposición del aprismo, que lo criticaban por su falta de decisión para aplicar las reformas concordadas y de los partidos de derecha. Hecho notable de su gestión fue extender la soberanía peruana en una extensión de doscientas millas marinas, en 1947. El 29 de octubre de 1948, fue derrocado por un golpe de Estado encabezado por el general Manuel Odría, siendo exiliado del país.
Regresó al Perú en 1956, cuando finalizaba el Ochenio de Odría, declinando postular a las elecciones de ese mismo año. En reconocimiento a su trayectoria, entre 1967 y 1970 ejerció la Presidencia de la Corte Internacional de Justicia de La Haya, de la que formaba parte desde 1961 en representación del Perú. Entre 1980 y 1989 ejerció como senador Vitalicio de la República. Hombre de amplia cultura humanística, destacó también por sus numerosas obras ensayísticas, escritas en una prosa castiza y pulcra.

## Nacimiento y juventud
Descendiente de una destacada familia arequipeña, sus padres fueron Manuel José Bustamante y Barreda (abogado, diplomático y fiscal de la Corte Suprema de Arequipa) y María Victoria Andrea de Rivero y Romero. Nieto de Pedro José Bustamante y Alvizuri, diplomático, magistrado y político peruano, que fue presidente de la Cámara de Diputados de 1858 a 1859. A través de su padre era primo lejano del expresidente Eduardo López de Romaña y tío lejano del también expresidente Óscar R. Benavides y del escritor Mario Vargas Llosa.
Nació en el inmueble que forma la esquina de las calles Jerusalén y San José en Arequipa y fue bautizado al día siguiente según la partida inscrita en la página 383 de Libro de Bautismos N.º 121 de la Parroquia del Sagrario de dicha ciudad.
Se educó en Arequipa en el colegio San José de los padres jesuitas, de donde egresó en 1910. Cursó estudios superiores en la Universidad Nacional San Antonio Abad del Cusco, donde se graduó de doctor en Letras en 1918 con su tesis: «Reorganización de las universidades»; y en la Universidad Nacional de San Agustín de Arequipa, donde se graduó de bachiller y doctor en Derecho, con las tesis: «Justicia militar» y «Organización y procedimientos de la justicia militar en el Perú; comentario de los libros I, III y IV del Código de Justicia Militar de 1898», respectivamente. Se recibió de abogado. Años después se graduó de doctor en Ciencias Políticas y Económicas, con su estudio sobre «El arbitraje peruano-chileno ante el Derecho Internacional» (1929).
En sus años de universitario compuso poesía; sus versos eran contemplativos y ceñidos a las formas convencionales. En un concurso promovido por el diario El Heraldo mereció un reconocimiento por su poema a la «Ciudad que fue», dedicada a la antigua Arequipa (1918).  Sus poesías sentimentales y finas, como «Serenata de Antaño», «Cantares», «La Chacra», y otras, se conservan en la colección folklórica de Arequipa.
Pero sería en el campo del derecho donde más destacaría. Su talento jurídico fue reconocido rápidamente, mereciendo en 1919 el primer premio en el concurso convocado por el Colegio de Abogados de Arequipa, por su «Proyecto de Ley de Juzgados de Paz». Dicho trabajo fue publicado en la revista El Derecho de Arequipa (N.º 55, mayo de 1920).
Simultáneamente ejerció la docencia: fue profesor de Gramática y Literatura Castellana en el colegio anexo al Seminario de San Jerónimo; y catedrático de Filosofía Moderna, Geografía Social e Historia de América de la Facultad de Letras de la Universidad de San Agustín (1922-1928). En la Facultad de Derecho de la misma fue titular de la cátedra de Derecho Procesal (1927-1928). Renunció ella cuando el gobierno de Augusto B. Leguía intervino contra la autonomía universitaria. Más adelante, entre 1931 y 1934, rigió la cátedra de Derecho Civil de la misma universidad.
El 16 de diciembre de 1923 se casó con María Jesús Rivera, con quien tuvo sus hijos Beatriz y José Luis.

## Inicio en la política
La revolución de Arequipa iniciada el 22 de agosto de 1930 por el comandante Luis Miguel Sánchez Cerro contra la dictadura leguiísta, fue el comienzo de la incorporación de Bustamante a la vida política peruana. Él fue quien escribió la carta (llamada después Manifiesto de Arequipa) donde Sánchez Cerro exigía al presidente Leguía su renuncia, justificando así el pronunciamiento: 

El pronunciamiento que acaba de efectuarse en Arequipa no es la obra de un partido, ni la hazaña de un grupo, ni la audacia de un caudillo; es la expresión genuina de un anhelo nacional, fervoroso y unánime, largo tiempo reprimido por la Tiranía; pero convertido hoy al fin en realidad....

Ese mismo día se constituyó la Junta Revolucionaria de Arequipa, de la que Bustamante fue secretario de asuntos políticos. Luego pasó a integrar la Junta de Gobierno presidida por Sánchez Cerro, en calidad de ministro de Justicia, Culto e Instrucción, cargo que ejerció de 24 de noviembre de 1930 a 31 de enero de 1931, formando parte del último gabinete cívico-militar del gobierno sanchecerrista.
Fue acreditado como ministro plenipotenciario en Bolivia (1934-38) y luego en Uruguay (1939-42), regresando a Bolivia como embajador (1942-45). En el ínterin, fue acreditado ante el Segundo Congreso Sudamericano de Derecho Internacional Privado de Montevideo (1939-40).

## Elecciones generales de 1945
En 1945, finalizando ya el primer gobierno de Manuel Prado y Ugarteche, se convocaron las elecciones generales. El gobierno de Prado, pese a reclamarse democrático, mantenía en la proscripción al partido más popular del Perú, el aprista, cuyo líder era Víctor Raúl Haya de la Torre. No existían otras fuerzas políticas capaces por sí solas de aspirar seriamente al gobierno, lo que obligaba a la conformación de alianzas electorales. Fue así como se constituyó el Frente Democrático Nacional (FDN), conformado por las más dispares partidos y movimientos, pero siendo el más importante el partido aprista, que para eludir la prohibición constitucional por su calidad de “partido internacional”, adoptó el nombre de “Partido del Pueblo”.
A fines de 1944 retornó al Perú el mariscal Óscar R. Benavides, presumiblemente para postular a la presidencia, pero al no encontrar apoyo del gobierno, se acercó al FDN, cuyo núcleo lo constituían los apristas, como ya se ha dicho. Benavides y Haya de la Torre coordinaron lanzar una candidatura común para el FDN, de carácter reconciliatorio. Ambos se complementaban: Haya disponía del partido más poderoso; Benavides gozaba de prestigio entre los más importantes sectores económicos y de reconocido y grande ascendiente en el ejército. El elegido para ser candidato fue Bustamante y Rivero, entonces embajador en Bolivia, quien a través del célebre "Memorandum de La Paz" puso una serie de condiciones para aceptar, enfatizando en sus puntos básicos dar prioridad a objetivos moralizadores y la eliminación de los odios políticos. El FDN aceptó sus condiciones y proclamó su candidatura el 19 de marzo de 1945.
El FDN ganó las elecciones realizadas el 10 de junio de 1945, con amplia ventaja —305.590 votos (66,97%) contra 150.720 (33,03%) de su competidor, el general Eloy Ureta, apoyado por Prado—. También obtuvo mayoría en el Parlamento, de la que los representantes apristas formaban un núcleo importante. 
A principios de julio de 1945 falleció en Lima el mariscal Benavides, el artífice del pacto entre el aprismo y Bustamante, que no duraría mucho.

## Presidente del Perú

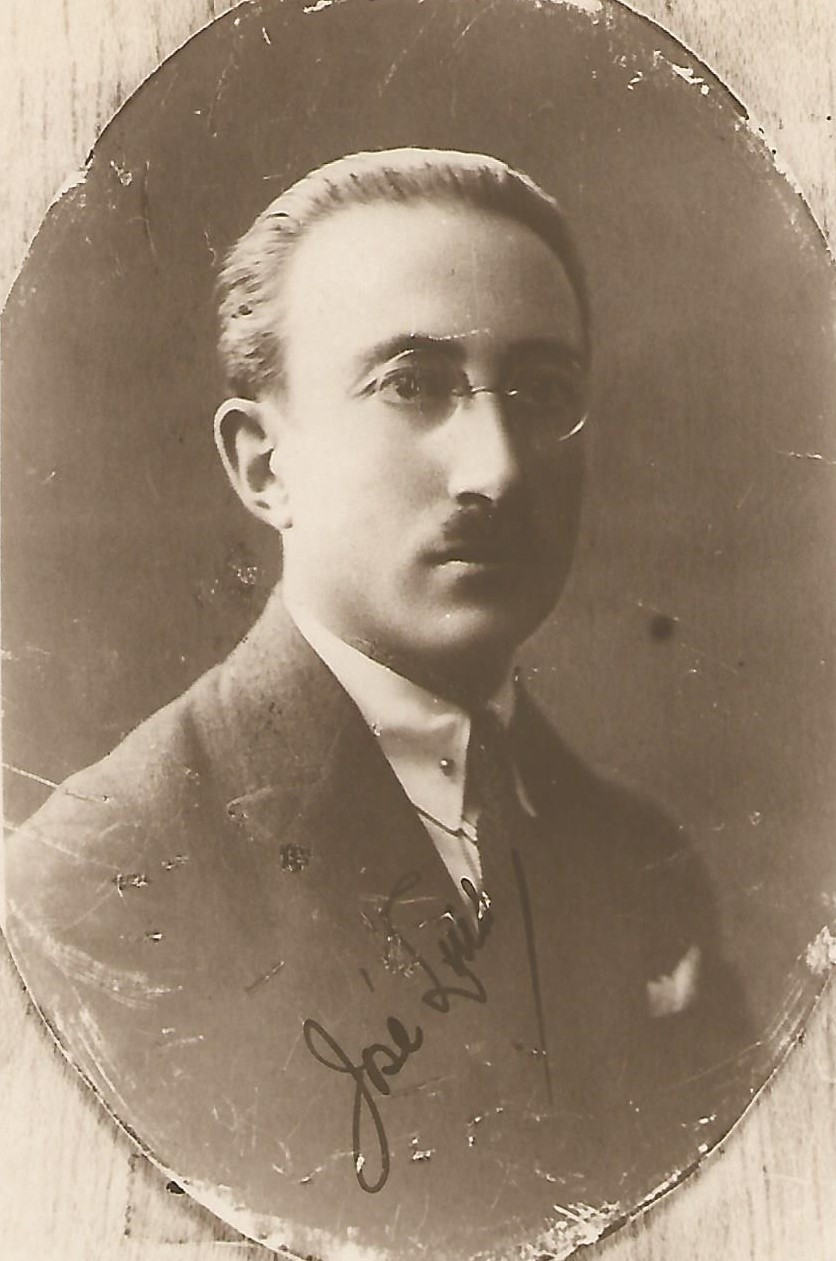
José Luis Bustamante y Rivero en su juventud.

Bustamante y Rivero juramentó la presidencia del país el 28 de julio de 1945. Su primer vicepresidente era el poeta José Gálvez Barrenechea. Su primer gabinete ministerial lo presidió el arequipeño Rafael Belaunde Diez Canseco.
Bustamante deseaba que imperara en el Perú una democracia auténtica, con reformas sociales que llegaran a todos sus habitantes. Pero desde el primer momento tuvo que enfrentar problemas económicos y sociales, como consecuencia de la Segunda Guerra Mundial que por esos días ya finalizaba. Escaseaban los productos alimenticios; había dificultades para el desarrollo de las industrias nacionales; escaseaba la moneda extranjera, entre otras situaciones que acentuaron la crisis económica que ya se perfilaba desde el final del primer gobierno de Prado, trayendo como inevitable secuela el malestar social.

### Crisis política
En el aspecto político, no tardó en ocurrir la ruptura del Frente Democrático Nacional, pasando uno de sus más importantes integrantes, del Partido Aprista, a hacer una desaforada oposición al gobierno desde el Parlamento, al ver que el presidente se negaba a someterse a su voluntad. También sufrió la oposición de la oligarquía tradicional, que miraba con malos ojos los planes renovadores de Bustamante, así como a algunas de sus políticas económicas, como el control de cambios, que afectaba directamente a los bolsillos de los exportadores.
El malestar político llegó a su punto culminante con el asesinato de Francisco Graña Garland, un importante empresario que era presidente del directorio del diario La Prensa (7 de enero de 1947). Como dicho diario realizaba entonces una persistente campaña antiaprista, se acusó del crimen a los apristas. El sector antiaprista, encabezado por Pedro G. Beltrán, arremetió entonces contra el aprismo, comparando el homicidio con el de Antonio Miró Quesada de la Guerra, el director de El Comercio, que fuera victimado por Carlos Steer Lafont, un joven aprista, en 1935.
El “crimen Graña” significó el comienzo de la ruptura entre Bustamante y el APRA. El gabinete ministerial que presidía el doctor Julio Ernesto Portugal renunció y se conformó otro, presidido por el contralmirante José R. Alzamora. 
La crisis política llegó a un momento crucial al producirse una inusitada huelga parlamentaria, manipulada por un grupo de senadores denominados "independientes" (antiapristas), quienes se negaron a concurrir al Senado el 28 de julio de 1947 para instalar el Congreso de ese año. La Constitución establecía que ambas cámaras del Congreso, la de senadores y la de diputados, debían funcionar simultáneamente; de lo contrario, se producía el receso parlamentario. Bustamante gobernó entonces sin Parlamento, pues no podía hacer otra cosa, y el APRA lo acusó de haber maquinado todo ello para inmovilizar a la oposición.
A fines de octubre de 1947 se conformó otro gabinete, predominantemente militar, presidido por el contralmirante Roque A. Saldías, e integrado por el general Manuel A. Odría como ministro de Gobierno y Policía. Este gabinete tuvo que hacer frente a la difícil situación creada por la exacerbada oposición aprista y la reacción antiaprista. Saldías propuso poner fuera de la ley al aprismo, lo que fue rechazado por Bustamante; en respuesta, Saldías y su gabinete renunciaron en junio de 1948. Le sucedió el gabinete presidido por Armando Revoredo Iglesias, que fue el último del gobierno.
El 7 de julio de 1948 estalló la rebelión antiaprista del comandante Alfonso Llosa G. P., en Juliaca, que fracasó, pero fue un signo del malestar de los altos mandos militares quienes consideraban débil la actuación del presidente frente a los apristas, quienes llegaron a cometer acciones terroristas en diversos lugares del país.
A fin de dar solución al problema planteado en el Congreso por el receso o el ausentismo de los parlamentarios, Bustamante propuso, en julio de 1948, la convocatoria a un Congreso Constituyente integrado por los congresistas electos en 1945 y un número adicional elegido por lista incompleta y en distrito electoral único. Este proyecto no se concretó, pues poco después se produjo el golpe de Estado de Odría.
No obstante la aguda crisis política, el gobierno de Bustamante se caracterizó por su tendencia a afianzar la democracia política y por un amplio goce de las libertades públicas. Fueron en realidad “tres años de lucha por la democracia en el Perú” como se titula una de sus obras escritas.

### Crisis económica-social
En el aspecto económico se produjeron serias dificultades. La inflación crecía y los salarios perdían su poder adquisitivo. Continuó la escasez de productos de primera necesidad, que solo podían obtenerse en los “estanquillos” si se presentaba el carné de militante aprista. Se hacían colas desde tempranas horas de la madrugada para poder adquirir aceite, arroz y otros productos de primera necesidad.
Frente al malestar social, que se manifestó en huelgas, Bustamante aplicó una política de asistencia social, de inspiración aprista. Por ejemplo, subsidió los productos de primera necesidad, es decir importó alimentos para venderlos directamente al consumidor a precios más bajos de los normales. Esto solo produjo especulación y la inevitable corrupción. Todo lo cual significó un peligroso crecimiento del gasto público, sin ampliarse la recaudación tributaria. Otras medidas aplicadas por Bustamante, como el control de cambios y los controles de precios, no variaron la aguda situación. 
Por su parte, los exportadores (el famoso “clan exportador” de oro, algodón, lana, arroz y azúcar) reclamaron la eliminación total del control de cambios y de la restricción de las importaciones, que les afectaba directamente a los bolsillos; al ver frustrados sus deseos, tramaron el golpe de Estado con los militares.

### Obras importantes
Pese a la crisis que afrontó, el gobierno de Bustamante realizó importantes obras que enrumbaron al país en el camino de la modernidad.
- Por el histórico Decreto Supremo expedido el 1 de agosto de 1947 y firmado por el canciller Enrique García Sayán, se extendió la soberanía y la jurisdicción del Perú sobre la plataforma marítima, el zócalo continental y el mar hasta 200 millas.
- Se construyó el Canal Internacional en el río Zarumilla, en la frontera con el Ecuador.
- Se implementó un Plan Nacional de Vivienda, con el fin de construir unidades habitacionales. Así se creó la Corporación Nacional de la Vivienda (CNV) y se construyó la Unidad Vecinal N.º 3, cerca del Callao.
- Se dotó de agua potable a más de 20 poblaciones en el interior.
- Se impulsó la educación técnica industrial y la educación rural, creándose los primeros núcleos educativos campesinos, en la gestión ministerial de Luis E. Valcárcel.
- Se iniciaron los estudios para irrigar las pampas de Piura, Ica, Majes y Siguas.
- Se empezaron los trabajos de irrigación de las pampas de Chao, Moche y Virú, en La Libertad.
- Se hizo la casi total irrigación de las pampas de La Ensenada y Mejía, en Arequipa.
- Se construyó la represa de Pacocha.
- Se continuó con la política del Seguro Social Obrero con el establecimiento de centros asistenciales.
- Se inauguraron los hospitales de Cañete y Chincha y se dejó en construcción los de Trujillo y La Oroya. En Lima se construyó el Hospital Bravo Chico (hoy Hipólito Unanue), para los enfermos de tuberculosis.
- Se mejoraron los caminos de penetración a la selva (Huánuco-Pucallpa y Olmos-Marañón).
- Se creó la Corporación Peruana de Turismo, para fomentar esta actividad.
- Se estableció la Corporación Nacional de Vapores, modernizando la antigua Compañía Peruana de Vapores.
- Se creó la Empresa Petrolera Fiscal, para la explotación de los yacimientos del norte del país.
- Se continuó la delimitación de la frontera con el Ecuador de acuerdo a lo establecido en el Protocolo de Río de Janeiro de 1942.

### Derrocamiento

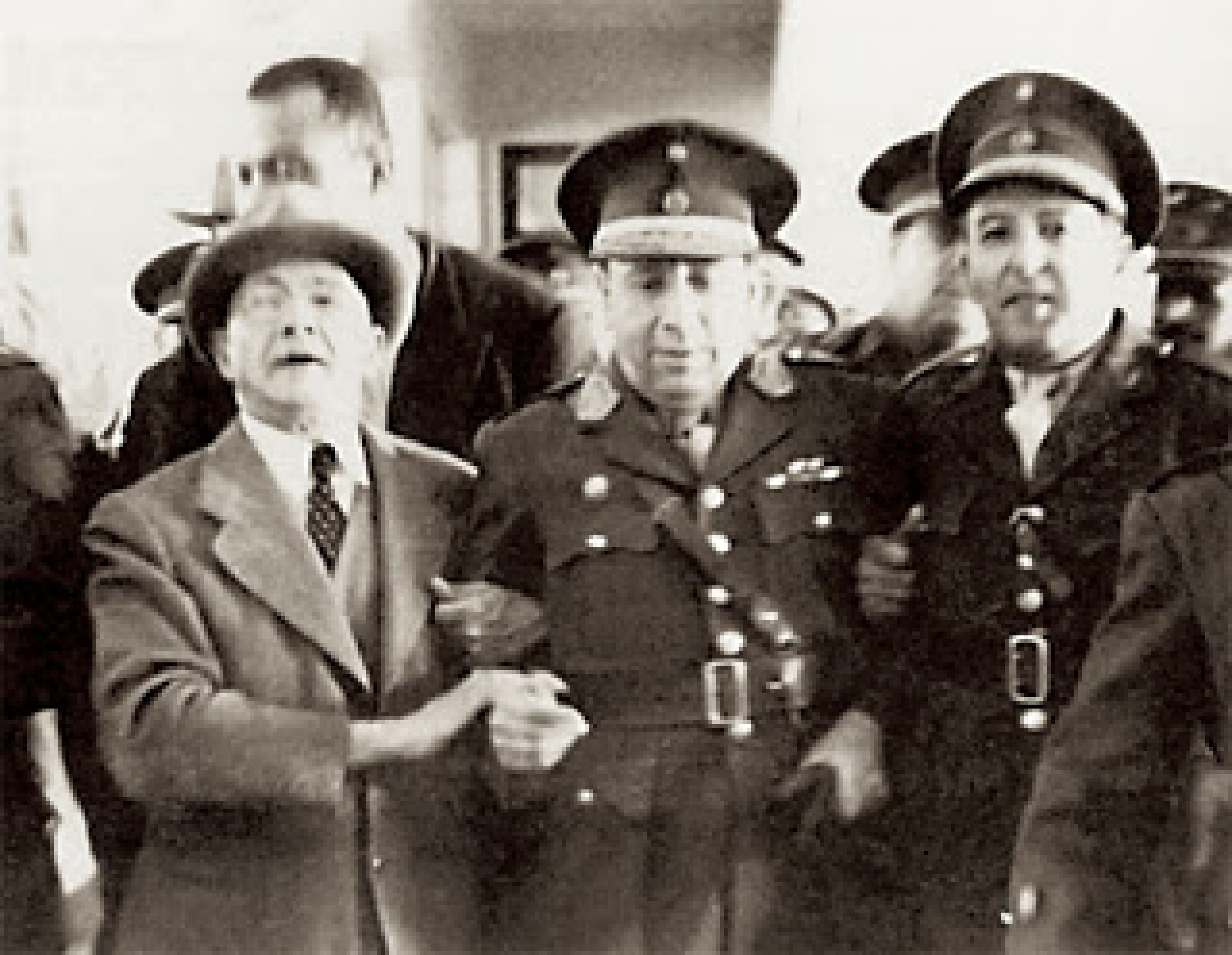
El golpe de Estado de Manuel A. Odría el 29 de octubre de 1948.

En junio de 1948, Manuel A. Odría, junto con el resto del gabinete militar y otros elementos de la derecha, insistieron al Presidente Bustamante para que pusiera fuera de la ley al APRA, clausurara sus locales y periódicos, encarcelara o desterrara a sus líderes. Como el presidente rehusó tal exigencia, el gabinete en pleno dimitió. Quedó planteada así la crisis política, entre el gobierno y los militares. Estos, alentados por el sector agro-minero exportador, opuesto al control de cambios aplicado por Bustamante, tramaron dar un golpe de Estado, mientras que los apristas planeaban otro golpe propio. Elementos del ala izquierda aprista fomentaron la rebelión de la marinería en el Callao, que fue aplastada sangrientamente (3 de octubre de 1948). Bustamante puso fuera de la ley al partido aprista, pero ya era muy tarde.
El 27 de octubre de 1948, Odría, a la cabeza de la guarnición de Arequipa, se levantó en contra del gobierno, proclamando una “Revolución Restauradora”. Otras guarniciones importantes, como la del Cuzco, dudaron en plegarse, pero el triunfo del movimiento se decidió cuando la guarnición de Lima, al mando del general Zenón Noriega se sumó a Odría. Bustamante, que se negó a renunciar, fue trasladado a la fuerza al aeropuerto de Limatambo y subido en un avión con destino a Buenos Aires, Argentina. 
Bustamante declaró posteriormente que el fin de la democracia fue causado por el bloqueo que su gobierno sufrió por parte de un partido como el aprista, demagógico y hegemonista, así como de parte de una oligarquía feudal y reaccionaria.

## Retorno al Perú

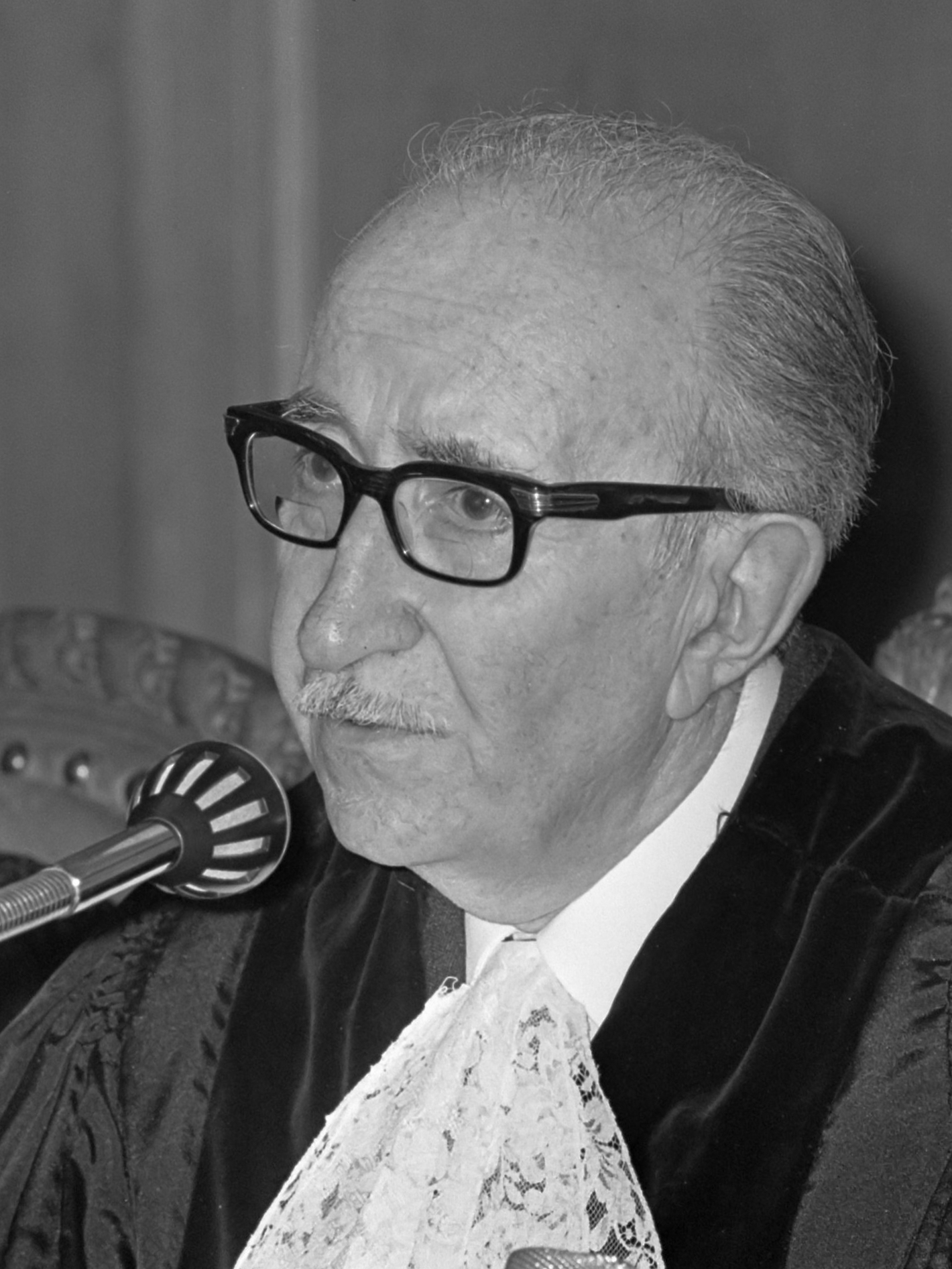
Presidente de la Corte Internacional de Justicia de La Haya (1968).

Luego de su derrocamiento, Bustamante residió el primer año de exilio en Buenos Aires (donde publicó un libro en defensa de su gobierno) y, luego, en Santiago de Chile, a donde hubo de trasladarse para atender la salud de su esposa. Tras una breve estadía en Nueva York, la pareja pasó los siguientes cinco años en Madrid y Ginebra. 
Prohibido de regresar a su país por la Ley de Seguridad Interior del gobierno militar, Bustamante presentó un recurso de habeas corpus a través de su abogado Luis Bedoya Reyes en 1955. Inesperadamente, el presidente de la sala de la Corte Superior de Lima (Domingo García Rada) que evaluó el recurso, emitió un voto singular contrario al para ese entonces ya debilitado gobierno (19 de noviembre de 1955) y, pese a que la Corte Suprema rechazó también el pedido en última instancia (7 de enero de 1956), Odría se vio forzado a permitir el regreso de Bustamante. 
Retornó al Perú el 9 de febrero de 1956, lo que constituyó un gran acontecimiento. Luego de dar dos mítines en la plaza San Martín de Lima y la plaza de Armas de Arequipa, se pensó que postularía a la presidencia en las elecciones de ese mismo año, pero declinó tal honor, dedicándose exclusivamente a la vida intelectual y a su labor profesional. El gobierno de Odría terminó pocos meses después en julio de 1956.
En 1956 fue incorporado a la Academia Peruana de la Lengua, y su discurso de orden se tituló “Estudio histórico-crítico del lenguaje y de la obra de Francisco García Calderón”, correspondiendo a Aurelio Miró Quesada Sosa la respuesta a nombre de la academia. Dicho ensayo fue impreso en 1959. En 1960 fue elegido decano del Colegio de Abogados de Lima. En 1961 fue designado miembro de la Corte Internacional de Justicia de La Haya, de la que fue presidente de 1967 a 1970. En 1968 fue incorporado a la Academia Nacional de la Historia, ocupando la plaza dejada por Luis Antonio Eguiguren. 
En 1974, cuando el gobierno militar de Velasco expropió los medios de prensa, rechazó la medida por arbitraria y antidemocrática: "Gobierno es un vocablo que indica y entraña una bilateralidad consciente de dos voluntades: gobernantes y gobernados. Si esa bilateralidad no funciona, no hay gobierno posible; habrá, sencillamente, dos elementos dislocados, el orden de mano y la obediencia impuesta. En total, el absolutismo".
Gracias a su prestigio internacional fue designado mediador en el conflicto fronterizo entre El Salvador y Honduras agravado tras la llamada Guerra del Fútbol. Este proceso culminó con la firma del tratado general de paz el 30 de octubre de 1980 en Lima. 
Fue galardonado con las Palmas Magisteriales en el grado de Amauta, en 1981. Ese mismo año fue designado presidente del Consejo Superior del Instituto de Cooperación Iberoamericana. Y finalmente, de 1980 a 1989 fue senador vitalicio de la República Peruana en su calidad de expresidente constitucional, de acuerdo a lo establecido en la Constitución de 1979. Desde esta posición, se opuso a la adhesión del Perú a la Convención de las Naciones Unidas sobre el Derecho del Mar, pues implicaba renunciar a la doctrina de las 200 millas que su gobierno había postulado en 1947.
Murió en Lima en el Hospital Militar a las 13:40 del 11 de enero de 1989, pocos días antes de cumplir 95 años de edad. Gobernaba entonces en el Perú Alan García, primer y único presidente aprista de la historia.
Sus restos descansan en el cementerio municipal de Surquillo.

## Obras escritas

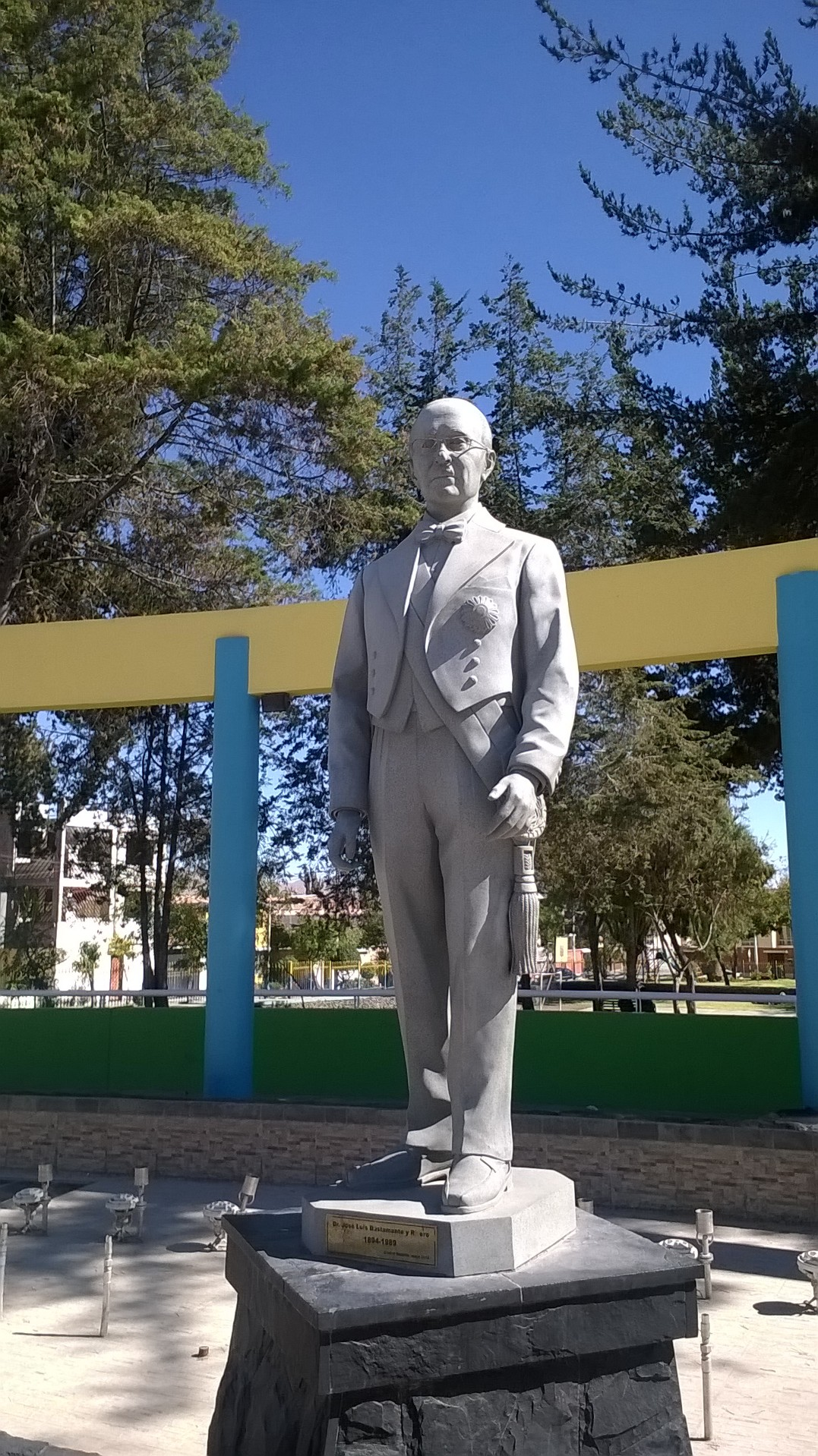
Estatua de Bustamante y Rivero en el distrito epónimo arequipeño.

- Reorganización de las universidades (1918).
- Justicia Militar (1919).
- Organización y procedimientos de la justicia militar en el Perú (1920).
- Una visión del Perú (Montevideo, 1941 y posteriores reediciones en Lima).
- Tratado de Derecho Civil Internacional (Montevideo, 1942).
- La ideología de don Francisco García Calderón (París, 1946), discurso leído en homenaje a dicho jurista arequipeño en 1934, en conmemoración del primer centenario de su nacimiento.
- Arequipa (1947).
- Tres años de lucha por la democracia en el Perú (Buenos Aires, 1949) ensayo en defensa de su gestión presidencial.
- Panamericanismo e iberoamericanismo (1951).
- La ONU en el Palacio de Chaillot (1952).
- Mensaje al Perú (1955; 1960 y 1968).
- Perú, estructura social (1959).
- La Corte Internacional de Justicia (1964).
- Una visión del Perú (1972).
- Derecho del mar, bases científicas y principios jurídico-sociales que sustentan la doctrina de las 200 millas como medida de la anchura del mar territorial peruano (Lima, 1972).

## En la ficción
Bustamante y Rivero aparece como personaje en la película noruega Kon-Tiki (2012), interpretado por el actor maltés Manuel Cauchi.